# リッチー・デ・ラエト
リッチー・リア・アルフォンス・デ・ラエト（Ritchie Ria Alfons De Laet, オランダ語発音: [ˈrɪtʃi də ˈlaːt], 1988年11月28日 - ）は、ベルギー出身の元サッカー選手。現役時代のポジションはディフェンダー。

## 経歴

### クラブ

#### ストーク・シティ
2007年8月17日、デ・ラエトは100,000ポンドでベルギーのロイヤル・アントワープFCからストーク・シティFCに加入し、3年間の契約を結んだ。
2008年7月にトライアルを受けAFCボーンマスに加入し、1-4で敗れたフレンドリーマッチのポーツマスFC戦にボーンマスの選手として初めて出場したが、彼はその後ストーク・シティに戻った。
2008年10月に1ヶ月間のレンタルでレクサムAFCに加入し、カンファレンス・ナショナルのルイスFC戦でデビューを飾り、チームも2-0で勝利した。彼はヘルニアの手術を受けるためにレンタル期間が終了することになるまで3試合に出場した。

#### マンチェスター・ユナイテッド
2009年1月8日、デ・ラエトはマンチェスター・ユナイテッドと3年間の契約を結んだ。移籍金の額は、デ・ラエトのマンチェスター・ユナイテッドにおける活躍によって決定されるというものであった。当時ストークシティでも目立った活躍をしていなかっただけに当時、注目を集めた。。ユナイテッド加入後はリザーブチームの試合に出場していた。2009年3月にはトルネオ・カルチョ・メモリアル・クラウディオ・サッシ=サッスオーロに臨むマンチェスター・ユナイテッドU-18の5人のオーバーエイジ枠の選手の内の一人に選ばれた。デ・ラエトは5試合中3試合に出場し、準決勝のモデナ戦では5-3で勝利したPK戦ではキッカーを務め、チームは決勝でアヤックスを1-0で降した。
マンチェスター・ユナイテッドのトップチームでのデビュー戦となったのは2009年5月24日に行われた、2008-09シーズン最終戦のハル・シティ戦であり、左サイドバックを務めた。
そして、2009年10月には3年の契約延長が決まった。
2010-11シーズンは9月からシェフィールド・ユナイテッドFCへ、10月からプレストン・ノースエンドFCへ、2011年1月からポーツマスFCへ、8月からノリッジ・シティFCと短期のレンタル移籍を繰り返している。

#### レスター・シティ
2012年5月、レスター・シティFCへ完全移籍。
2016年2月1日、ミドルズブラFCにレンタル移籍した。

#### アストン・ヴィラ
2016年8月23日、アストン・ヴィラFCに3年契約で移籍。
2018年1月23日、 ロイヤル・アントワープにシーズン終了までのレンタルで移籍。
2018年9月、メルボルン・シティFCにレンタル移籍。

### 代表
マンチェスター・ユナイテッドFCでデビューを飾った数日後に、チリ代表と日本代表と戦うキリンカップのベルギー代表のメンバーに選出された。A代表デビューとなったのは、2009年5月29日に行われたチリ代表戦である。

## タイトル
レスター・シティFC
- フットボールリーグ・チャンピオンシップ (1) : 2013-14
- プレミアリーグ (1) : 2015-16

ロイヤル・アントワープ
- ベルギー・ファースト・ディビジョンA (1) : 2022-23
- ベルギーカップ (2) : 2019-20, 2022-23
- ベルギー・スーパーカップ (1) : 2022-23